# سنگواره کربنی کوچک

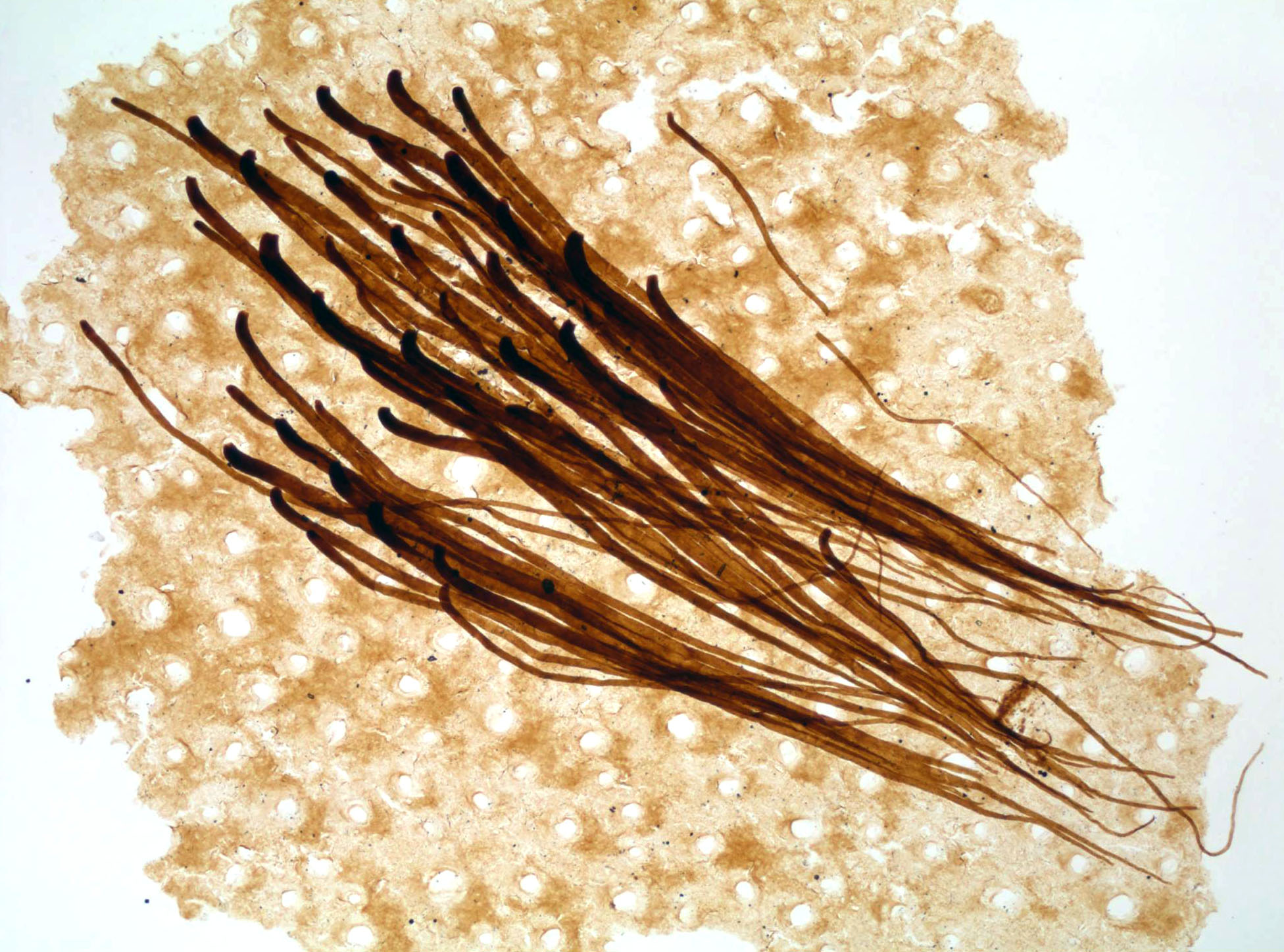
قطعه‌ای از کوتیکول بندپایان سیلورین با سته‌های متصل، استخراج شده با خیساندن اسیدی ظریف

سنگواره‌های کربنی کوچک (به انگلیسی: Small carbonaceous fossil) بقایای آلی زیر میلی‌متری جاندارانی هستند که در لایه‌های رسوبی حفظ شده‌اند.
این دسته از سنگواره‌ها به‌طور سنتی شامل جانداران قوی یا دیواره کلفت مانند اسپورهای گیاهی، آکریتارک‌ها و کیتینوزواها می‌شود، اما اصطلاح «سنگواره کربنی کوچک» معمولاً برای بقایای شکننده‌تر جانوران به کار می‌رود که تنها از طریق تکنیک خیساندن ظریف استخراج می‌شوند. سنگواره‌های کربنی کوچک نسبتاً گسترده و فراوان هستند و به‌طور بالقوه می‌توانند بخش‌های معدنی و غیرمعدنی جانداران را حفظ کنند. از آنجایی که سنگواره‌های کربنی کوچک می‌توانند بقایای جانداران غیرزیستی معدنی را حفظ کنند، آنها به عنوان یک رکورد نسبتاً دست‌نخورده از تکامل جانوران در نظر گرفته شده‌اند که این پتانسیل را دارد که برخی از سوگیری‌های رکوردهای فسیلی صدفی را دور بزند.